# 관산동
관산동(官山洞)은 경기도 고양시 덕양구에 있는 행정동 및 법정동이다. 전형적인 농촌마을이었으나 지금은 조금씩 마을이 변화하고 있다. 곳곳에 조선시대의 묘소들이 자리하고 있으며 마을 뒤로 파주시와의 경계에 명봉산이 있고 대자동과는 철마산이 경계를 이루고 있다.

## 지명
이곳을 관산이라 부르는 것은 조선조 전기부터 고양동으로 고양군청이 이전되기 전까지 이곳 마을에 고양군청과 객사가 있어 외지에서 온 관원들이 머무는 객관이 있던 곳이라 하여 붙여진 이름이다. 현재 고읍마을 국사봉 아래에 가면 당시 군청 터가 남아 있다. 현재 관산동은 관자를 쓰고 있다.

## 개요
관산동은 크게 도시화된 마을과 농촌 마을로 구분된다. 도시화된 마을은 국도 제1호선인 통일로 인근 마을인데 관산동의 일부와 내유동의 일부지역이 여기에 해당한다.고양동과 나뉜 대자동은 모두 농촌 마을이며 문화재가 많다. 먼저 관산동은 주민센터와 시장, 주공아파트 등이 있는 이곳 관산동의 중심마을이다. 사람들의 왕래가 많은 곳이며 점차 인구가 늘어나는 실정이다. 이곳 외에도 통일로 변에 막음개, 간촌, 고골, 등의 자연촌락 마을이 이곳 관산동에 포함된다. 이들 마을도 점차 도시화의 추세에 있다. 내유동은 관산동 마을의 북쪽에 있는 파주시와 경계에 자리한다주로 농촌 마을이 많지만 최근에 들어 빌라 등의 연립주택이 급격히 늘어나고 있는 실정이다. 일부 지역에는 공예단지와 같은 소규모의 공장이 들어서 있기도 하다. 대자동은 내유동의 동남쪽에 있는 마을인데 인구밀도가 낮고 산이 많으며 자연촌락이 많은 마을이다. 마근개, 간촌, 고읍마을, 대자골 등이 마을에서 부르는 동네 이름이다. 최영 장군 묘소를 비롯하여 많은 역사묘지 문화재가 이곳 대자동에 자리해 있다. 주민들은 대부분 서울과 문산을 연결하는 통일로를 많이 이용하고 있다.

## 법정동
- 대자동(大慈洞)
- 관산동(官山洞)
- 내유동(奈遊洞)

## 교육
- 내유초등학교
- 관산초등학교
- 고양외국어고등학교
- 국제법률대학원
- 서울 경찰연수원
- 고양제일중학교

## 아파트
| 단지명   | 건설사              | 시행사       | 주소                             | 입주        | 비고 |
| -------- | ------------------- | ------------ | -------------------------------- | ----------- | ---- |
| 관산주공 | 경남기업 ㈜덕호건설 | 대한주택공사 | 덕양구 통일로802번길 69 (관산동) | 2003년 10월 |      |

## 명소
- 필리핀 참전비
- 통일로 공원